# All the Young
Gli All the Young (precedentemente conosciuti come New Education) sono una band formata da quattro elementi che compone e suona principalmente musica indie rock, proveniente da Stoke-on-Trent, Gran Bretagna. La band ha partecipato ai concerti di molti artisti come Morrissey, i Kaiser Chiefs e i Courteeners, aprendo per due sere a Liverpool i concerti del tour dei The Wombats. Il loro album di debutto, Welcome Home, è stato pubblicato il 2 aprile 2012, prodotto da Garth Richardson e mixato da Rich Costey. Ha debuttato alla posizione numero 41 della Official Albums Chart per salire fino alla 32 durante l'aggiornamento di metà settimana ed è stato inserito nella lista dei migliori album di quell'anno secondo l'emittente radiofonica XFM.
Nel dicembre 2013 hanno pubblicato il singolo You & I in occasione del documentario sulla squadra di calcio del Manchester United The Class of '92.

## Discografia

### Album in studio
- 2012 – Welcome Home (Warner Bros. Records)

### Album dal vivo
- 2011 - Live at the Kings Hall, Stoke on Trent (Midlands Calling)

### Singoli
- 2011 – The First Time (Warner Bros. Records)
- 2011 – Welcome Home (Warner Bros. Records)
- 2011 – Live from King Tut's (Warner Bros. Records)
- 2011 – Quiet Night In (Warner Bros. Records)
- 2011 – Welcome Home (Midland Calling)
- 2012 – The Horizon (Warner Bros. Records)
- 2013 - You & I (Warner Bros. Records)

## Formazione
- Ryan Dooley - voce, chitarra ritmica
- Jack Dooley - basso
- David Cartwright - chitarra solista
- Will Heaney - batteria